# Silnice I/24

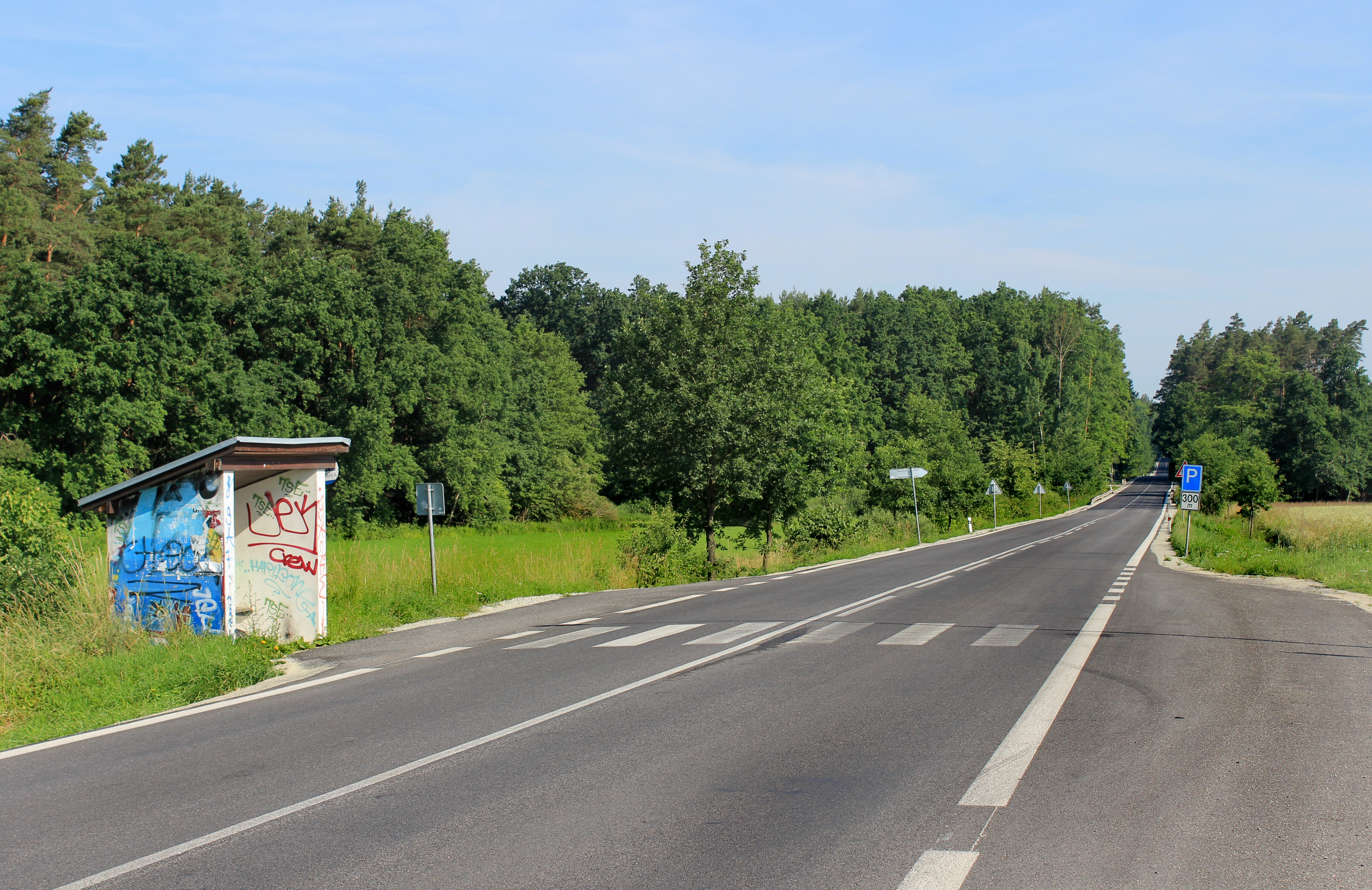
Zastávka u obce Frahelž

Silnice I/24 je česká silnice I. třídy v Jihočeském kraji. Vede z Veselí nad Lužnicí přes Třeboň, Suchdol nad Lužnicí a hraniční přechod Halámky do Rakouska. 49,629 km dlouhá silnice zhruba kopíruje střední tok řeky Lužnice. V úseku Třeboň-Rakousko je po ní vedená evropská silnice E49.
Před přečíslováním v roce 1998 měla silnice označení II/150. Silnice č. 24 dříve vedla mezi Mariánskými Lázněmi a Bečovem nad Teplou (dnes silnice III/2114 a úsek II/230).

## Vedení silnice
- Veselí nad Lužnicí, křížení s I/3, II/603 a III/14717
- U Dobešů, křížení s III/1551
- křížení s III/1552
- křížení s III/1553
- Frahelž, křížení s III/1554
- Lomnice nad Lužnicí, křížení a peáž s II/148, křížení s III/1555
- Lužnice, křížení s III/15510 a III/15510a
- křížení s III/15511
- Třeboň, křížení s III/15511, peáž s I/34 až po Třeboň-Lázně
- Majdalena
- křížení s II/153 a III/1501
- Suchdol nad Lužnicí, křížení s III/1502 a III/1505
- Tušť, křížení s III/1508
- Halámky, křížení s II/103 a III/1509
- hraniční přechod Halámky, pokračuje dál jako B2

## Modernizace silnice
| Číslo | Název                        | Délka  | Kategorie | Zahájení výstavby | Uvedení do provozu | Křižovatky          |
| ----- | ---------------------------- | ------ | --------- | ----------------- | ------------------ | ------------------- |
| C77   | Lomnice nad Lužnicí, obchvat | 4,5 km | 9,5/90    | plánováno 2028    | plánováno 2031     | Lomnice nad Lužnicí |

## Související silnice III. třídy
Související silnice mají čísla z doby, kdy silnice nesla označení II/150
- III/1501 Majdalena – Cep – Hrachoviště, II/154 (9,333 km)
- III/1502 Suchdol nad Lužnicí – Klikov – Františkov (5,31 km)

- III/1504 Suchdol nad Lužnicí (III/1505) – Bor – Šalmanovice (II/154) (7,17 km)
- III/1505 Suchdol nad Lužnicí (I/24) – Dvory nad Lužnicí (II/103) (6,267 km)
- III/1506 III/1505 – Hrdlořezy – II/154 (8,331 km)

- III/1508 Tušť – Rapšach (3,858 km)
- III/1509 Rapšach – Halámky (3,294 km)
- III/15010Nová Ves nad Lužnicí – Žofina Huť – Fischerovy Chalupy (III/15618) (4,174 km)

- III/15014 Žofina Huť – III/15425 (směr Byňov) – (4,72 km)
- III/15015 Františkov – Rapšach – Bukovky – Spáleniště (5,998 km)
- III/15016 Nová Ves nad Lužnicí – Krabonoš (1,313 km)